# Les Essarts-lès-Sézanne
Les Essarts-lès-Sézanne és un municipi francès, situat al departament del Marne i a la regió del Gran Est. L'any 2007 tenia 264 habitants.

## Demografia

### Població
El 2007 la població de fet de Les Essarts-lès-Sézanne era de 264 persones. Hi havia 95 famílies, de les quals 24 eren unipersonals (12 homes vivint sols i 12 dones vivint soles), 32 parelles sense fills i 39 parelles amb fills.
La població ha evolucionat segons el següent gràfic:
Habitants censats

### Habitatges
El 2007 hi havia 141 habitatges, 101 eren l'habitatge principal de la família, 34 eren segones residències i 6 estaven desocupats. 140 eren cases i 1 era un apartament. Dels 101 habitatges principals, 91 estaven ocupats pels seus propietaris i 11 estaven llogats i ocupats pels llogaters; 3 tenien dues cambres, 16 en tenien tres, 26 en tenien quatre i 57 en tenien cinc o més. 83 habitatges disposaven pel capbaix d'una plaça de pàrquing. A 43 habitatges hi havia un automòbil i a 53 n'hi havia dos o més.

### Piràmide de població
La piràmide de població per edats i sexe el 2009 era:
| Homes | Edats   | Dones |
| ----- | ------- | ----- |
| 0     | 95 o +  | 0     |
| 0     | 90 a 94 | 4     |
| 0     | 85 a 89 | 0     |
| 0     | 80 a 84 | 0     |
| 4     | 75 a 79 | 0     |
| 4     | 70 a 74 | 4     |
| 0     | 65 a 69 | 16    |
| 8     | 60 a 64 | 0     |
| 0     | 55 a 59 | 8     |
| 8     | 50 a 54 | 0     |
| 4     | 45 a 49 | 8     |
| 4     | 40 a 44 | 0     |
| 24    | 35 a 39 | 8     |
| 8     | 30 a 34 | 20    |
| 16    | 25 a 29 | 8     |
| 0     | 20 a 24 | 8     |
| 4     | 15 a 19 | 0     |
| 16    | 10 a 14 | 4     |
| 16    | 5 a 9   | 8     |
| 8     | 0 a 4   | 12    |

## Economia
El 2007 la població en edat de treballar era de 158 persones, 139 eren actives i 19 eren inactives. De les 139 persones actives 128 estaven ocupades (72 homes i 56 dones) i 11 estaven aturades (1 home i 10 dones). De les 19 persones inactives 7 estaven jubilades, 6 estaven estudiant i 6 estaven classificades com a «altres inactius».

### Ingressos
El 2009 a Les Essarts-lès-Sézanne hi havia 106 unitats fiscals que integraven 277 persones, la mediana anual d'ingressos fiscals per persona era de 19.416 €.

### Activitats econòmiques
Dels 11 establiments que hi havia el 2007, 2 eren d'empreses extractives, 5 d'empreses de construcció, 1 d'una empresa de comerç i reparació d'automòbils, 1 d'una empresa de transport, 1 d'una empresa financera i 1 d'una empresa de serveis.
Dels 4 establiments de servei als particulars que hi havia el 2009, 3 eren paletes i 1 empresa de construcció.
L'any 2000 a Les Essarts-lès-Sézanne hi havia 12 explotacions agrícoles que ocupaven un total de 1.608 hectàrees.

## Poblacions més properes
El següent diagrama mostra les poblacions més properes.